# King Edward VII Public Library
Die King Edward VII Public Library ist ein ehemaliges Bibliotheksgebäude im Zentrum der südafrikanischen Stadt George.
Das Gebäude wurde 1905 nach Entwürfen des Architekten Charles Bullock im Stil der Neorenaissance errichtet. Zuvor befanden sich an dem Standort Tennisplätze und das erste Gefängnis der Stadt. 1962 erwarb die Gemeindeverwaltung das Haus. Nach dem Neubau der öffentlichen Bibliothek nördlich des George Museums ist seit 1992 in dem Haus die Touristeninformation untergebracht.
Benannt ist das Gebäude nach dem damals regierenden britischen König Edward VII.
Koordinaten: 33° 57′ 21,6″ S, 22° 27′ 35,7″ O